# Neuler
Neuler är en kommun och ort i Ostalbkreis i regionen Ostwürttemberg i Regierungsbezirk Stuttgart i förbundslandet Baden-Württemberg i Tyskland.
Kommunen ingår i kommunalförbundet Ellwangen (Jagst) tillsammans med staden Ellwangen (Jagst) och kommunerna Adelmannsfelden, Ellenberg, Jagstzell, Rainau, Rosenberg och Wört.